# Dilermando de Aguiar
Dilermando de Aguiar est une municipalité brésilienne située dans l'État du Rio Grande do Sul.